# Cyrtopholis obsoleta
Cyrtopholis obsoleta is een spinnensoort in de familie van de van de vogelspinnen (Theraphosidae). Het betreft een Nomen dubium. De wetenschappelijke naam van de soort werd voor het eerst geldig gepubliceerd in 1935 door Pelegrin Franganillo-Balboa.